# Castillo de Sponheim

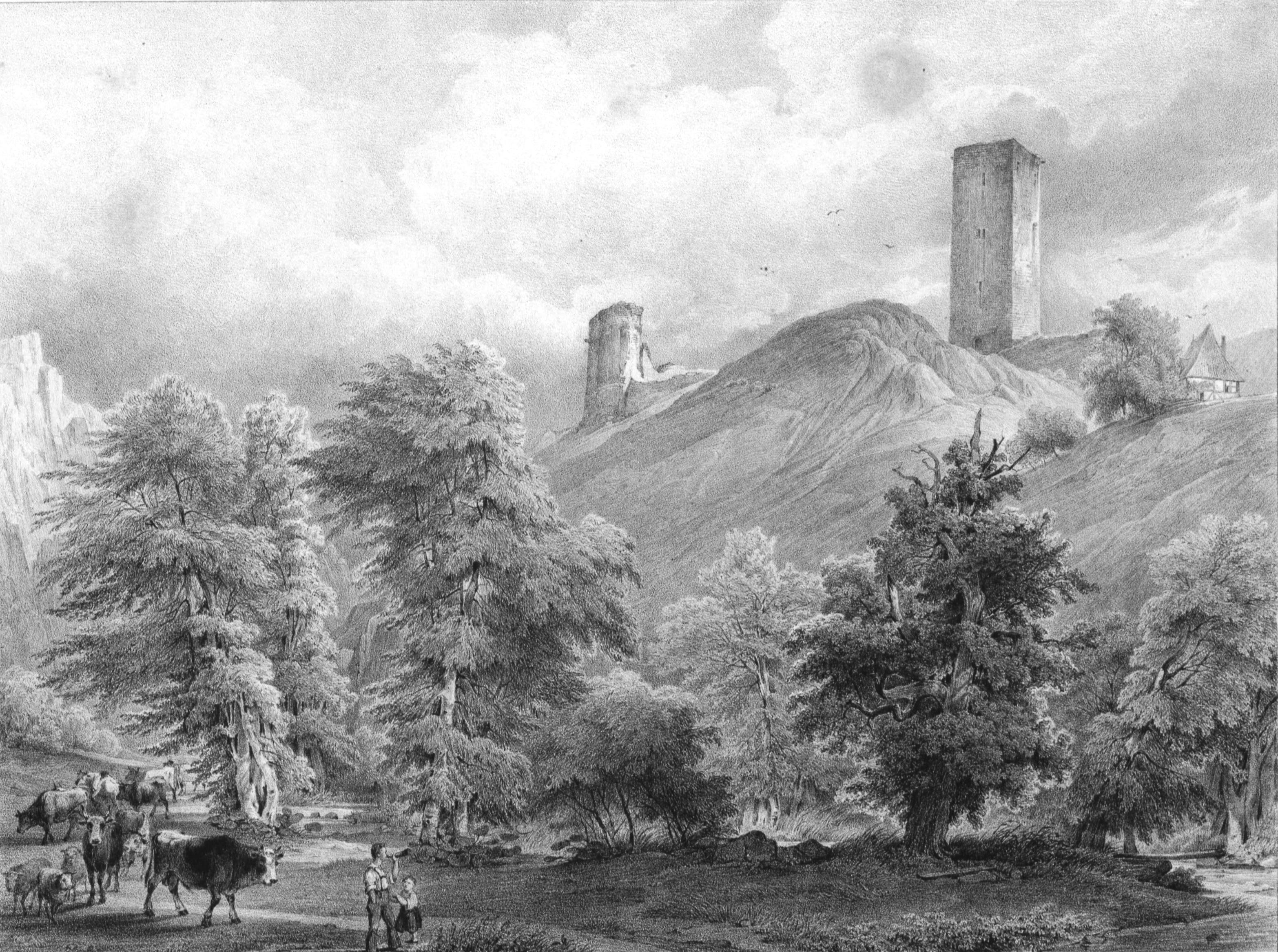
J. C. Scheuren - Ruinas del Castillo de Sponheim, en 1834.

El Castillo de Sponheim (en alemán: Burg Sponheim) está en ruinas y se encuentra en Burgsponheim, en el límite de Hunsrück en Renania-Palatinado. Fue la residencia original de los Condes de Sponheim. Partes significantes del castillo permanecen todavía en pie.

## Lugar
El castillo se eleva sobre un peñasco, de aproximadamente 250 metros de largo, en donde el Ellerbach, un afluente del río Nahe, fluye hacia el sureste. Las ruinas del castillo se encuentran en lo alto de la peña a unos 150 metros de altura.

## Historia
El castillo fue construido probablemente en el siglo XI y es mencionado por primera vez en dos documentos de 1127. En el siglo XII fue ampliado y se convirtió en la residencia de los Condes de Sponheim. Con la partición del condado a principios del siglo XIII, el castillo perdió su importancia, convirtiéndose en la sede de los ministeriales condales. La existencia de una capilla del castillo está documentada en una indulgencia fechada en el año 1300. 
Cuando la línea masculina de la rama renana de la Casa de Sponheim quedó extinta en 1437, el castillo pasó a la jurisdicción conjunta de los Margraves de Baden y de los Condes de Veldenz, cuyos territorios fueron heredados por el Conde Palatino Federico I de Simmern en 1444 y conservados por la Casa del Palatinado-Zweibrücken. En la Guerra de los Treinta Años el castillo fue asediado por las tropas españolas al mando de Ambrogio Spinola en 1620, que pudieron causar parte de la destrucción.

## Planificación
Dentro del anillo de la muralla, el castillo comprendía una sección residencial, una torre redonda, una torre del homenaje rectangular fuertemente fortificada, preparada con el propósito de ser habitada con letrina salidiza, ventanas ampliadas y chimeneas. La torre del homenaje fue construida con piedra tosca labrada y data el grueso de mediados del siglo XII. Otras torres de mampostería tosca labrada se encuentran solo al sur del río Nahe.